# 孫布拉蚌
孙布拉蚌是缅甸最北端克钦邦下辖的一个镇。孙布拉蚌战略地位十分重要，1944年中国驻印军反攻密支那时曾经过此地。2011年至2013年，孙布拉蚌亦为缅甸陆军和克钦独立军反复争夺的战略重地，沿途多处桥梁被炸毁。